# Artaxias II
Pour les articles homonymes, voir Artaxias et Ardachès.
Artaxias II ou Ardachès II (en arménien Արտաշես Երկրորդ) est un roi artaxiade d'Arménie ayant régné de 30 à 20 av. J.-C. Il est le fils aîné d'Artavazde II et le frère de Tigrane III, qui lui succède sur le trône.

## Biographie
En 34 av. J.-C., Marc Antoine fait arrêter son père (qu'il accuse de trahison à la suite de sa défaite contre les Parthes) et sa famille ; le roi arménien est envoyé en Égypte avec sa famille, à Alexandrie, où il est décapité en 30 av. J.-C. sur ordre de Cléopâtre. Les Arméniens, indignés, se donnent entre-temps pour roi un fils d'Artavazde, Artaxias II (qui s'est échappé lorsque sa famille a été capturée), mais Marc Antoine, qui s'est assuré le contrôle de l'Arménie, le contraint à se réfugier chez les Parthes et impose sur le trône son fils Alexandre Hélios.
À la suite de sa défaite lors de la bataille d'Actium en 31 av. J.-C., Marc Antoine se désengage d'Arménie, ce qui permet à Artaxias, aidé par ses alliés parthes, de mettre fin au règne nominal d'Alexandre Hélios et de récupérer le trône arménien en 30 av. J.-C. ; il fait également exécuter les Romains présents dans son royaume. Auguste ne voit cependant pas d'un bon œil ce roi pro-parthe (voire anti-romain) et charge en 20 av. J.-C. Tibère de le remplacer par son frère cadet Tigrane III, peut-être également à la demande des Arméniens. Artaxias est entre-temps assassiné par le parti pro-romain de sa cour et a pour successeur Tigrane III, qui reçoit son diadème royal des mains de Tibère.